# Pyrus regelii
Pyrus regelii är en rosväxtart som beskrevs av Alfred Rehder. Pyrus regelii ingår i släktet päronsläktet, och familjen rosväxter. Inga underarter finns listade i Catalogue of Life.